# Без обид
«Без обид» (англ. No Hard Feelings) — американский комедийный фильм режиссёра Джина Ступницки. В главных ролях снялись Дженнифер Лоуренс и Эндрю Барт Фельдман. Премьера в кинотеатрах США состоялась 23 июня 2023 года.

## Сюжет
Действие фильма разворачивается в Монтоке, штат Нью-Йорк. Курортный приморский городок зарабатывает только в сезон на туристах. 32-летняя Мэдди, работающая водителем Uber, лишилась машины из-за долгов по дому, которые ей оставила мать. Остро нуждаясь в деньгах, Мэдди соглашается на необычную подработку. Богатое семейство Бекеров нанимают её, чтобы она как-то расшевелила их странного, замкнутого в себе 19-летнего сына Перси. По их мнению, общение с яркой и привлекательной девушкой перед колледжем пойдёт юноше на пользу. Разрешены все методы и даже интимный контакт. Договорённость должна остаться втайне от Перси, всё должно выглядеть так, словно знакомство произошло случайно. В случае успеха предприятия она получит Buick Regal.
Мэдди вскоре понимает, что разбудить в парне желание будет нелегко. У него нет друзей, в школе над ним издевались. Перси работает в приюте для брошенных собак. Вскоре у него выпускной, но Перси даже не пытался кого-то пригласить. Мэдди ему нравится, но первое свидание вышло очень неловким. Попытка совратить обычными способами закончилась конфузом. У Перси из-за сильного волнения началась аллергическая реакция. Тем не менее, они начинают встречаться, проводить время вместе, но контакт не налаживается. Мэдди не сдаётся и добивается второго свидания, которое запланировано на вечер выпускного. В минуту откровения Мэдди рассказывает, что тоже пропустила школьный праздник. Она случайный ребёнок курортного романа. Тот, кто был её отцом, откупился от матери, оставив ей тот самый дом. Правду девушка узнала перед выпускным балом. В ресторане Перси, который оказывается музыкально одарён, пленяет Мэдди исполнением песни, аккомпанируя на рояле. Однако песню слышит его одноклассница и неожиданно приглашает парня на вечеринку после выпускного. Перси уходит со свидания и отправляется к своим сверстникам. Мэдди, чувствуя неладное, приходит на вечеринку и спасает его от попытки отравления алкоголем и препаратами. Перси признаётся девушке в любви.
На следующий день Перси сообщает родителям, что не собирается ни в какой колледж и остаётся в Монтоке. Бекеры связываются с Мэдди и заставляют её убедить их сына выбрать колледж. Перси случайно слышит их разговор и понимает, что его обманывали. Он разрывает с Мэдди, разбивает об дерево приготовленную ей машину и готовится к отъезду из дома. Мэдди, проявив настойчивость, добивается выяснения отношений и они мирятся. Машину она приводит в порядок. В концовке Мэдди продаёт свой дом и уезжает из города вместе с Перси. Парень отправляется в Принстон, а она на поиски своего будущего.

## В ролях
- Дженнифер Лоуренс — Мэдди Баркер
- Эндрю Барт Фельдман — Перси Бекер
- Мэттью Бродерик — Лэйрд Бекер
- Лаура Бенанти — Эллисон Бекер
- Натали Моралес — Сара
- Скотт Макартур — Джим
- Эбон Мосс-Бакрак — Гэри

## Производство и релиз
В октябре 2021 года стало известно, что компания Sony Pictures станет дистрибьютором комедийного фильма с взрослым рейтингом R, где главную роль сыграет Дженнифер Лоуренс, а Джин Ступницки будет режиссировать фильм а также выступит со-автором сценария совместно с Джоном Филлипсом. В июле 2022 года Sony анонсировала, что премьера фильма в кинотеатрах запланирована на 16 июня 2023 года.
В сентябре 2022 года Эндрю Барт Фельдман присоединился к актёрскому составу как исполнитель главной мужской роли, в то время как Лаура Бенанти и Мэттью Бродерик были выбраны на роли его экранных родителей. В октябре 2022 года к касту фильма примкнули Эбон Мосс-Бакрак, Натали Моралес и Скотт МакАртур.
Съёмки стартовали в конце сентября 2022 года и проходили в различных округах штата Нью-Йорк.
Изначальной датой выхода фильма было 16 июня 2023 года, но позже компания Sony перенесла его релиз на 23 июня 2023 года.

## Восприятие
Фильм получил в основном положительные отзывы от критиков. На сайте-агрегаторе Rotten Tomatoes рейтинг одобрения составил 70 % на основе 187 рецензий критиков со средней оценкой 5.9/10. Консенсус сайта гласит: «Комедийные и драматические приемы Дженнифер Лоуренс гарантируют, что эта непристойная комедия не вызовет никаких обид, но отсутствие обязательств в сюжете может оставить многих зрителей вообще без особых чувств». На Metacritic фильм получил 57 балла из 100 на основе 26 рецензий критиков, что указывает на «смешанные или средние отзывы».